# Волино-Подільський артезіанський басейн
Волино-Подільський артезіанський басейн — басейн артезіанських вод на північному заході України (Волинська, Рівненська, Тернопільська, Хмельницька, Львівська області). Охоплює структури південно-західного краю Східно-Європейської платформи.
Прогнозні ресурси підземних вод 13 млн м³ за добу. 69 % запасів припадає на води верньокрейдового водоносного горизонту.
Добовий водозабір 1 млн м³ за добу.
За рахунок підземних вод басейну здійснюється основне водопостачання Львова, Луцька, Хмельницького, Рівного, Тернополя.